# دکتر اگمن
دکتر آیوو «اگمن» رباتنیک شخصیت و هماورد اصلی سری سونیک خارپشت سگا است. طراحی اصلی شخصیت او، نائاتو اوشیما بود، که او را به عنوان بخشی از انتخاب‌های بسیاری برای شانس‌بیار جدید شرکت معرفی کرد. پس از ایجاد سونیک خارپشت، اوشیما تصمیم گرفت شخصیت تخم مرغ شکلی را برای ایجاد هماورد اصلی بازی ویدیوئی سونیک خارپشت ۱۹۹۱ درست کند، و او دشمن بزرگ شخصیت اصلی یعنی سونیک است.
در فیلم سونیک خارپشت نیز، جیم کری ایفای نقش این شخصیت را به عهده دارشت.

## داستان شخصیت
دکتر اگمن، دانشمند دیوانه و شروری است که سعی دارد با اختراعاتش دنیا را نابود کند. سونیک و دوستانش سعی دارند جلوی اگمن را بگیرند تا بتوانند دنیا را نجات بدهند. اگمن تلاش می‌کند در کنار دو ربات دستیارش بر سونیک و دوستانش پیروز شود تا بتواند هفت زمرد آشوب را جمع‌آوری کند و دنیا را تسخیر کند، اما هر دفعه به نوعی از سونیک شکست می‌خورد.